# Dầu Giây
Dầu Giây is een thị trấn in het district Thống Nhất, een van de districten van de Vietnamese provincie Đồng Nai. Dit gedeelte van Vietnam wordt ook wel Đông Nam Bộ genoemd.
Dầu Giây is vooral bekend van de kruising tussen de Quốc lộ 1A en de Quốc lộ 20. Deze verkeersaders zullen nog belangrijker worden, nadat Internationale Luchthaven Long Thành operationeel is. Ook zullen er nieuwe snelwegen naar Dầu Giây aangelegd worden. Dầu Giây ligt ook aan de Spoorlijn Hanoi - Ho Chi Minhstad en heeft aan deze spoorlijn ook een spoorwegstation.